# P. Djèlí Clark
P. Djèlí Clark (Phenderson Djèlí Clark) ist das schriftstellerische Pseudonym des amerikanischen Historikers Dexter Gabriel (geboren am 11. Juni 1971 in Queens, New York City), der bis zu seinem 8. Lebensjahr bei seinen Großeltern auf Trinidad lebte. Gabriel unterrichtet an der University of Connecticut. Er ist verheiratet und hat Töchter.
Seine Steampunk-/Alternativweltgeschichten wurden mehrfach ausgezeichnet: Die Novelle Ring Shout gewann 2021 den British Fantasy Award, den Locus Award und den Nebula Award. Ein Jahr später wurde sein Debüt-Roman A Master of Djinn mit dem Nebula Award for Best Novel, dem Compton Crook Award, dem Locus Award und dem Ignyte Award ausgezeichnet.

## Werke

### „Dead Djinn“-Universum
- A Dead Djinn in Cairo. Kurzgeschichte, Tor.com, 2016.
- The Angel of Khan el-Khalili. Kurzgeschichte, Clockwork Cairo: Steampunk Tales of Egypt, Hrsg. Matthew Bright, Twopenny Books, 2017.
- The Haunting of Tram Car 015. Novelle, Tor.com, 2019.
  - Der Spuk in Luftbahnwagen 015. (inklusive Kurzgeschichte Ein toter Dschinn in Kairo). 2025.
- A Master of Djinn. Tordotcom, 2021.
  - Meister der Dschinn. 2023.

### Andere
- The Black God's Drums. Tor.com, 2018.
- The Secret Lives of the Nine Negro Teeth of George Washington. Fireside Fiction, 2018.
- Ring Shout. Tordotcom 2020.
- If the Martians Have Magic. 2021.
- The Dead Cat Tail Assassins. 2024.
  - Die toten Katzen-Assassinen. 2025.